# Allen & Overy
Allen & Overy LLP (A&O) — международная юридическая фирма. Является членом Magic Circle, организации, которая объединяет в себе ведущие юридические фирмы Великобритании. По состоянию на 2019 год Allen & Overy консультировала больше транзакционных сделок, чем любая другая юридическая фирма в мире, в результате чего стала одной из двух фирм, которые превзошли показатель в 1 триллион долларов США по сумме сделок на общую сумму 1,16 триллиона долларов США. По состоянию на 2019 год Allen & Overy является десятой в мире юридической фирмой по размеру выручки. Allen & Overy имеет 44 офиса в 31 странах Африки, Азиатско-Тихоокеанского региона, Европы, Северной Америки, Латинской Америки и Ближнего Востока.

## История
Компания Allen & Overy основана в лондонском Сити 1 января 1930 года Джорджем Алленом и Томасом Овери, бывшими партнерами Roney & Co. Юристы преследовали цель организации коммерческой практики. Репутация фирмы была высокой из-за участия Джорджа Аллена, который являлся советником британского короля Эдуарда VIII во время кризиса, вызванного отречением от престола в 1936 году. К моменту начала Второй мировой войны в 1939 году Allen & Overy зарекомендовала себя как ведущая лондонская юридическая фирма.
На протяжении многих лет Allen & Overy принимала участие во многих разработках в юридической сфере. Эта работа включала консультирование по первому враждебному поглощению в лондонском Сити и оценку деятельности компании S. G. Warburg & Co. Фирма организовала первые еврооблигации (выпущенные итальянской автомобильной группой Autostrada) в 1960-х. Сделка с еврооблигациями значительно изменила практику Allen & Overy, превратив чисто коммерческую фирму в коммерческую и финансовую. В течение 1970-х годов финансовая и корпоративная практика фирмы росла в Великобритании и в других странах мира.
В 1996 году впервые в истории клиенты из других стран внесли больший вклад в выручку Allen & Overy, чем британские клиенты. А в 1998 году иностранные клиенты внесли вклад в две трети дохода фирмы.
В 1999 году Allen & Overy наняла команду юристов по банковскому делу и финансам в Париже у своего союзника Жида Лойретта Ноуэля.
В 2000 году Allen & Overy объединилась с частью амстердамских, брюссельских и люксембургских офисов фирмы Loeff Claeys Verbeke.
В мае 2004 года партнерство Allen & Overy было преобразовано в партнерство с ограниченной ответственностью Allen & Overy LLP, которое работает вместе с ассоциированными предприятиями в некоторых юрисдикциях для формирования всемирной юридической практики. В июле 2008 года Allen & Overy преодолела показатель оборота в 1 миллиард фунтов стерлингов, впервые более половины оборота фирмы сделано за счет клиентов, находящихся за пределами Лондона.
В 2009 году, после глобального финансового кризиса, Allen & Overy провела программу сокращения штатов, в результате которой 400 партнеров и сотрудников по всему миру потеряли работу. Помимо сокращения 47 партнеров, компания сократила около 200 штатных сотрудников и 200 сотрудников вспомогательного персонала, половина из которых базировались в Лондоне. Затем Allen & Overy сократила еще 35 партнеров. В том же году Allen & Overy отказалась от своего отдела для частных клиентов, который стал отдельной компанией Maurice Turnor Gardner LLP.
В 2014 году Allen & Overy стала первой фирмой Magic Circle, открывшей офис в Африке южнее Сахары. Офис был открыт в городе Йоханнесбурге, Южная Африка.
В оценке 2021 года среди юридических фирм была выделена компания Allen & Overy, которая выполняет наиболее транзакционную работу для компаний, работающих на ископаемом топливе.

## Проекты
- aosphere. aosphere — онлайн-бизнес по подписке[8].
- Fuse. Fuse — пространство технологических инноваций, где технологические компании, юристы Allen & Overy, технологи и их клиенты могут сотрудничать, чтобы «исследовать, разрабатывать и тестировать юридические, нормативные и связанные со сделками решения». Fuse был запущен в сентябре 2017 года. Технологические стартапы, входящие в состав Fuse, включают поставщиков программного обеспечения для извлечения данных и машинного обучения, Kira Systems и Neota Logic, а также Bloomsbury AI, поставщика программного обеспечения для обработки естественного языка. Bloomsbury AI была приобретена Facebook в 2018 году. Facebook использует свое программное обеспечение для решения проблем с контентом, включая фейковые новости. В сентябре 2017 года агрегатор контента Vable был выбран в качестве одной из первых семи компаний, которые извлекли выгоду из инновационного пространства[9].
- Центр юридических услуг. В 2011 году Allen & Overy открыла Центр юридических услуг в Белфасте, став одной из первых юридических фирм, сделавших это. В 2020 году Allen & Overy открыла дополнительный центр юридических услуг в Йоханнесбурге[10].
- Peerpoint. Peerpoint — платформа для оказания юридических услуг по контрактам[11].